# GP Denain 1985
De 27e editie van de wielerwedstrijd GP Denain werd gehouden op 11 april 1985. De start en finish vonden plaats in Denain in het Franse Noorderdepartement. Op het podium stonden 2 Fransen Pierre Le Bigaut, Jean-Louis Gauthier en de Belg Patrick Versluys; waarvan de laatste won.

## Uitslag
| GP Denain 1985 |                     |                                |          |
| Plaats         | Naam                | Ploeg                          | tijd     |
| Winnaar        | Patrick Versluys    | Hitachi-Splendor               | 4u23'04" |
| 2              | Jean-Louis Gauthier | La Redoute-Cycles MBK          |          |
| 3              | Pierre Le Bigaut    | La Redoute-Cycles MBK          | +1'04"   |
| 4              | Johan Delathouwer   | Verandalux-Dries-Rossin-Nissan |          |
| 5              | Yvan Lamote         | Hitachi-Splendor               |          |
| 6              | Johnny De Nul       | Masta                          |          |
| 7              | Pol Verschuere      | Fagor                          |          |
| 8              | Thierry Barrault    | La Redoute-Cycles MBK          |          |
| 9              | Hubert Linard       | Peugeot-Shell-Michelin         |          |
| 10             | Dirk Demol          | Verandalux-Dries-Rossin-Nissan |          |

1959 · 1960 · 1961 · 1962 · 1963 · 1964 · 1965 · 1966 · 1967 · 1968 · 1969 · 1970 · 1971 · 1972 · 1973 · 1974 · 1975 · 1976 · 1977 · 1978 · 1979 · 1980 · 1981 · 1982 · 1983 · 1984 · 1985 · 1986 · 1987 · 1988 · 1989 · 1990 · 1991 · 1992 · 1993 · 1994 · 1995 · 1996 · 1997 · 1998 · 1999 · 2000 · 2001 · 2002 · 2003 · 2004 · 2005 · 2006 · 2007 · 2008 · 2009 · 2010 · 2011 · 2012 · 2013 · 2014 · 2015 · 2016 · 2017 · 2018 · 2019 · 2020 · 2021 · 2022 · 2023 · 2024 · 2025